# Pterolophia pseudoculatoides
Pterolophia pseudoculatoides là một loài bọ cánh cứng trong họ Cerambycidae.